# 良卡努庫湖

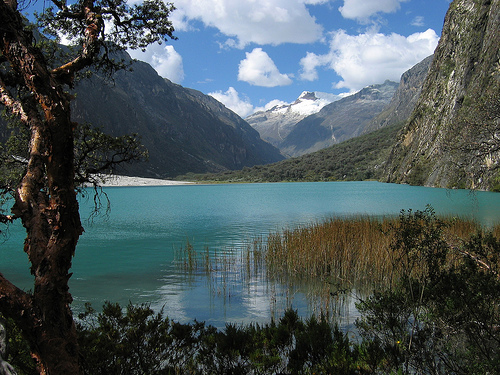

9°04′03″S 77°38′17″W / 9.06750°S 77.63806°W
良卡努庫湖（西班牙語：Quebrada de Llanganuco），是秘魯的湖泊，位於該國北部安卡什大區，處於永蓋東北面約25公里的安第斯山脈中布蘭卡山脈地區，由2座湖泊組成。